# Нефректомија
Нефректомија један је од хируршких захвата у урологији којим се врши парцијално или тотално вађење оболелог бубрега са околним масним ткивом и припадајућим овојницама, са одстрањењем надбубрежне жлезде и околних захваћених структура, или без њега. Радикална нефректомија је третман избора код малигних болести бубрега.

## Историја
- 2. августа 1869. — Густав Симон (Gustav Simon, 1824-1876), немачки хирург, извео је прву успешну нефректомију у Хајделбергу.[2] Пре прве хумане нефректомије Симон је оперативни захват изводио на експерименталним животињама. Након бројних истраживања на животињама он је доказао да преостали здрав бубрег може бити довољан за излачување мокраће и нормалан живот нефректомисаног болесника.
- 1878. — Кохер је обавио предњу трансперитонеалну нефректомију преко реза на средњој трбушној линији.
- 1881. — Морис је обавио прву нефролитотомију. Он је касније и дефинисао нефролитијазу, нефролитотомију, нефректомију, и нефротомију.
- 1884. — Велс је да би отстранио периренални фибролипом обавио прву парцијалну нефректомију.[3]
- 1913. — Берг је први применио попречни трбушни рез у нефректомији због ниже учесталости перитонитиса и других абдоминалних компликација повезаних са предњим приступом.
- 1950. — Развој сигурних трбушне техника довео је до све чешће примене предњег приступа.
- 1963. — Робсон је описао значај радикалне нефректомије за успешно преживљавање болесника са карцинома бубрега.[4]
- 1990. — Климан је на Универзитету у Вашингтону обавио прву лапароскопску нефректомију.

## Индикације
Нефректомија је индикована код болесник са неповратним оштећењем бубрега због:
- Симптоматских хроничних инфекција,
- Опструктивних промена у бубрегу
- Камена у бубрегу
- Тешке трауматске повреде бубрега.
- Реноваскуларне хипертензија изазвана болестима бубрежних артерија.
- Тешког унилатералног оштећење паренхима бубрега изазваног нефросклерозом, пијелонефритисом, рефлуксном или урођеним дисплазијом бубрега.
- Локализованог карцинома бубрега,других тумора или узнапредовалих метастаза у бубрегу. Радикална нефректомија је третман избора код малигних болести.

Када је дијагноза карцинома бубрега постављена у раној фази болести, лечење болесника може бити успешно конзервативном хируршком техником која омогућава уклањање туморских промена (са периферије до здравог ткива) и очување нормалне функције.

## Контраиндикације
- Ако нефректомијом може бити повређен било који орган у близини оперативног поља.
- Повреде бубрега које се збрињавају за време нефректомије, ако могу продужити опоравак и изазвати компликације.
- Лапароскопска делимична нефректомија је нови модалитет који се све више користи, јер нуди брже опоравка од отворене делимичне нефректомије. Међутим, она је повезана са већом стопом великих интраоперативних и других уролошких компликација. Лапароскопска делимична нефректомија треба да буде резервисана само за пацијенте са малим ектопичним туморима и треба да је обављају искључиво добро обучени лапароскопски уролози.[6]

## Врсте нефректомије према методи извођења

### Класична нефректомија на отвореном трбуху
Интервенција се проводи се под општом анестезијом болесника. Сама интервенција почиње након што се приступи бубрегу кроз отвор начињен на трбушном зиду испод ребарног лука захваћене стране (или зависно о величини и локализацији процеса, између доња 2 ребра).
Након приступа бубрегу врши се прво подвезивање свих крвних судова који крвљу снабдевају бубрег. Потом се ткиво које га окружује пашњиво одваја од бубрег и осталог ткива, без повређивања овојнице бубрега. 
Следећи акт је подвезивање и одстрањивање уретера (цеви која одводи мокраћу из бубрега у мокраћну бешику). 
На крају се бубрег заједно са припадајућим крвним судовима и масном овојницом, у комаду одстранује из трбушне дупље и шаље на детаљну патохистолошку анализу.
Свако крварење се зауставља а рана на трбуху се затвара (ушива).

### Лапароскопска нефректомија
Лапароскопска нефректомија је оперативни захват на бубрегу који се изводи уз помоћ специјалног инсструмента, лапароскопа, који се кроз мале отворе на трбуху уводи у трбушну дупљу. Таква интервенција носи мању смртност од класичне, отворене операције, и може бити - проста нефректомија, нефроуретеректомија, радикална нефректомија, парцијална нефректомија.

#### Проста нефректомија
Изводи се код бенигних обољења бубрега, као што су терминални пијелонефритис, туберкулоза бубрега, афункција бубрега различитог порекла.

#### Радикална нефректомија
Ова нефректомија је комплексна процедура у којој се бубрег вади са околним структурама (масно ткиво, лимфне жлезде, надбубрежна жлезда ...). Изводи се код бубрежних тумора.
Након прављења простора коришћењем угљен-диоксида, кроз мале отворе на кожи убацуј се камера и инструменти. На главне крвне судове бубрега се стављају специјални пластични клипсеви са бравом, и након тога пресецају. Бубрег са тумором се извлачи напоље у специјалној кеси, кроз отвор на кожи промера неколико сантиметара, настао спајањем два већ направљена мала отвора. 
Операције просечно траје 120-150 мин. Пацијент излази из болнице након 3-4 дана.

#### Парцијална нефректомија
Изводи се кад је тумор бубрега малих димензија (мањи од 4 сантиметра). Лапароскопском операцијом уклања се само тумор, а преостали део бубрега је сачуван. На успешан исход операције поред величине тумора утиче и његова локализација. Проток крви кроз бубрег се привремено прекида на 20-30 минута. Могућа су оперативна оштећења функције преосталог дела бубрега. Губитак крви је већи него код радикалне лапароскопске нефректомије. Просечно трајање операције 150-180 мин. Пацијент иде кући 4-5 дана након операције.